# Giacomo Joyce
Giacomo Joyce é uma obra póstuma de James Joyce.
Publicado por Faber and Faber em 1968, baseia-se em 16 páginas manuscritas pelo autor irlandês. São vários poemas de formas livres, como se fossem simples anotações, pelos quais Joyce penetrar na mente de uma mulher que protagonizava um caso de amor proibido.
Giacomo é a forma italiana de James, prenome do escritor.